# Любимський повіт
Любимський повіт — адміністративно-територіальна одиниця Ярославської губернії Російської імперії і РРФСР, що існував в 1777-1923 роках.  Адміністративний центр - місто Любим. 

## Географія
Повіт розташовувався в північно-східній частині Ярославської губернії, на південному заході повіт межував з Даниловським повітом, на північному заході - з Пошехонським, на південному сході - з Костромською губернією. Площа повіту становила 2734,3 верст² (3111,6 км). 
Основні річки — Обнора, Кострома. 

## Історія

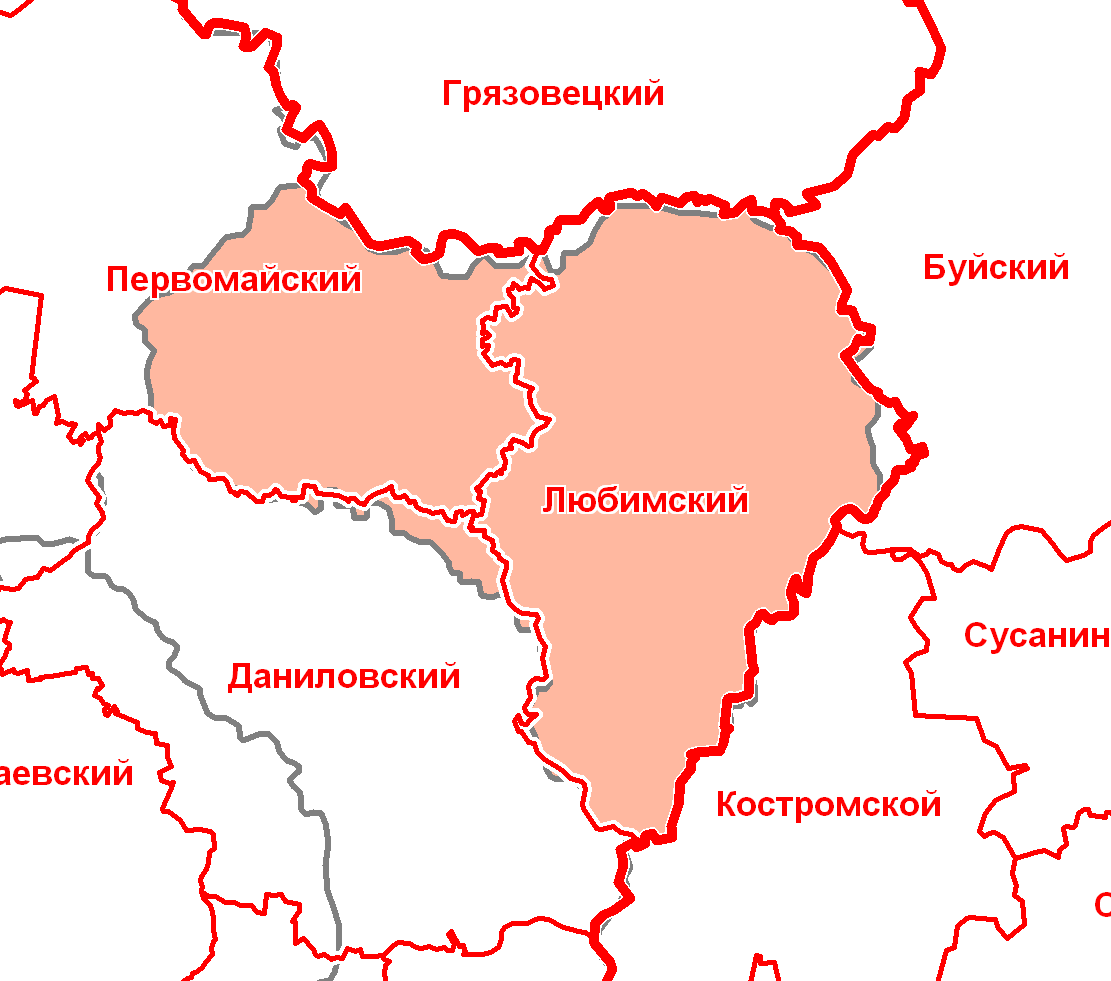
Любимський повіт в сучасній сітці районів

Любимський повіт був утворений в 1777 році в складі Ярославського намісництва, з 1796 року у складі Ярославської губернії. 
У 1923 році повіт був скасований, його територія включена до складу Даниловського повіту. 

## Населення
За відомостями 1859 року населення повіту становило 58 431 жителів. 
За переписом 1897 року населення повіту становило 65 230 осіб. 

## Адміністративний устрій
У 1890 році до складу повіту входило 4 волості 
| № п / п | Волость        | Волосне правління | Число селищ | Населення |
| ------- | -------------- | ----------------- | ----------- | --------- |
| 1       | Василівська    | сл. Василівська   | 246         | 13 788    |
| 2       | Заобнорська    | с. Зорине         | 146         | 13 188    |
| 3       | Осецька        | с. Рамення        | 145         | 17 400    |
| 4       | Черностаївська | д. Починок        | 218         | 10 990    |

У 1913 році до складу повіту входило 9 волостей, засновані волості Єскінська (с.  Єскіне ), Козська (с. Коза), Куліжська (д.  Семенкове), Пречистенське (с. Пречисте), центр Осецької волості перенесений в с.  Закобякіне, с. Рамення стало центром Раменської волості.

## Населені пункти
Найбільші населені пункти за переписом населення 1897 р, жит .: 
- м. Любим - 3000;
- д. Скородумове - 761;
- д. Хлєстове - 579;
- д. Стругуново - 498;
- с. Пречисте - 492.

## Відомі жителі
- Жадовська, Юлія Валер`янівна (1824-1883) - поетеса (с. Суботіне).
- Розов Миколай Петрович (1842-1892) - регент Ярославського архієрейського хору (c. Гематове).
- Трефолєв Леонід Миколайович (1839-1905) - поет, публіцист.  Автор слів до пісень «Коли я на пошті служив ямщиком», «Комарінський мужик» та інших.
- Воронін, Сергій Олексійович (1913-2002) - письменник, прозаїк.